# Vochysia rufa
Vochysia rufa är en tvåhjärtbladig växtart som beskrevs av Carl Friedrich Philipp von Martius. Vochysia rufa ingår i släktet Vochysia och familjen Vochysiaceae.

## Underarter
Arten delas in i följande underarter:
- V. r. brevipetiolata
- V. r. fulva
- V. r. sericea